# Bairnsdale, Victoria
Bairnsdale là một thành phố ở Gippsland trong bang Victoria, Úc, cách thủ phủ bang Melbourne 67 km về phía đông bắc. Thành phố có dân số 11.282 người (năm 2006).
Bairnsdale nằm trên bãi sông của sông Mitchell, gần nơi sông Mitchell chảy vào hồ King.
Bairnsdale là trung tâm thương mại cho khu vực Đông Gippsland và là thủ phủ của chính quyền địa phương đối với các Shire Đông Gippsland.
Nguồn gốc của tên gọi của thành phố là không chắc chắn, tuy nhiên nó được cho là đã được bắt nguồn từ tên của tài sản thuộc sở hữu của người định cư tiên phong Archibald Macleod.

## Khí hậu
Bairnsdale trải qua khí hậu ôn hòa với mùa hè ấm áp và mùa đông mát mẻ, ẩm ướt. Nhiệt độ cao nhất được ghi nhận ở thị trấn là 46,2 độ C vào ngày 7 tháng 2 năm 2009, trong đợt nắng nóng mùa hè Úc đầu năm 2009. Mức thấp nhất, −5,4 độ, được ghi nhận vào ngày 2 tháng 7 năm 2017.

| Dữ liệu khí hậu của Bairnsdale (Sân bay Bairnsdale 1942-2013) | Dữ liệu khí hậu của Bairnsdale (Sân bay Bairnsdale 1942-2013) | Dữ liệu khí hậu của Bairnsdale (Sân bay Bairnsdale 1942-2013) | Dữ liệu khí hậu của Bairnsdale (Sân bay Bairnsdale 1942-2013) | Dữ liệu khí hậu của Bairnsdale (Sân bay Bairnsdale 1942-2013) | Dữ liệu khí hậu của Bairnsdale (Sân bay Bairnsdale 1942-2013) | Dữ liệu khí hậu của Bairnsdale (Sân bay Bairnsdale 1942-2013) | Dữ liệu khí hậu của Bairnsdale (Sân bay Bairnsdale 1942-2013) | Dữ liệu khí hậu của Bairnsdale (Sân bay Bairnsdale 1942-2013) | Dữ liệu khí hậu của Bairnsdale (Sân bay Bairnsdale 1942-2013) | Dữ liệu khí hậu của Bairnsdale (Sân bay Bairnsdale 1942-2013) | Dữ liệu khí hậu của Bairnsdale (Sân bay Bairnsdale 1942-2013) | Dữ liệu khí hậu của Bairnsdale (Sân bay Bairnsdale 1942-2013) | Dữ liệu khí hậu của Bairnsdale (Sân bay Bairnsdale 1942-2013) |
| Tháng                                                         | 1                                                             | 2                                                             | 3                                                             | 4                                                             | 5                                                             | 6                                                             | 7                                                             | 8                                                             | 9                                                             | 10                                                            | 11                                                            | 12                                                            | Năm                                                           |
| ------------------------------------------------------------- | ------------------------------------------------------------- | ------------------------------------------------------------- | ------------------------------------------------------------- | ------------------------------------------------------------- | ------------------------------------------------------------- | ------------------------------------------------------------- | ------------------------------------------------------------- | ------------------------------------------------------------- | ------------------------------------------------------------- | ------------------------------------------------------------- | ------------------------------------------------------------- | ------------------------------------------------------------- | ------------------------------------------------------------- |
| Cao kỉ lục °C (°F)                                            | 44.0 (111.2)                                                  | 46.2 (115.2)                                                  | 40.8 (105.4)                                                  | 37.5 (99.5)                                                   | 29.4 (84.9)                                                   | 25.0 (77.0)                                                   | 22.7 (72.9)                                                   | 27.0 (80.6)                                                   | 35.4 (95.7)                                                   | 34.9 (94.8)                                                   | 43.5 (110.3)                                                  | 41.6 (106.9)                                                  | 46.2 (115.2)                                                  |
| Trung bình ngày tối đa °C (°F)                                | 25.9 (78.6)                                                   | 25.5 (77.9)                                                   | 24.0 (75.2)                                                   | 20.7 (69.3)                                                   | 17.6 (63.7)                                                   | 15.0 (59.0)                                                   | 14.6 (58.3)                                                   | 15.7 (60.3)                                                   | 17.7 (63.9)                                                   | 19.9 (67.8)                                                   | 21.8 (71.2)                                                   | 23.7 (74.7)                                                   | 20.2 (68.4)                                                   |
| Tối thiểu trung bình ngày °C (°F)                             | 12.9 (55.2)                                                   | 12.9 (55.2)                                                   | 11.3 (52.3)                                                   | 8.7 (47.7)                                                    | 6.7 (44.1)                                                    | 4.7 (40.5)                                                    | 3.9 (39.0)                                                    | 4.5 (40.1)                                                    | 5.9 (42.6)                                                    | 7.5 (45.5)                                                    | 9.6 (49.3)                                                    | 11.3 (52.3)                                                   | 8.3 (46.9)                                                    |
| Thấp kỉ lục °C (°F)                                           | 4.2 (39.6)                                                    | 3.5 (38.3)                                                    | 2.0 (35.6)                                                    | 0.5 (32.9)                                                    | −3.0 (26.6)                                                   | −3.2 (26.2)                                                   | −5.4 (22.3)                                                   | −4.5 (23.9)                                                   | −2.2 (28.0)                                                   | −1.0 (30.2)                                                   | 1.6 (34.9)                                                    | 3.1 (37.6)                                                    | −4.5 (23.9)                                                   |
| Lượng mưa trung bình mm (inches)                              | 48.0 (1.89)                                                   | 47.0 (1.85)                                                   | 45.3 (1.78)                                                   | 58.2 (2.29)                                                   | 44.4 (1.75)                                                   | 64.7 (2.55)                                                   | 48.0 (1.89)                                                   | 36.6 (1.44)                                                   | 52.4 (2.06)                                                   | 60.9 (2.40)                                                   | 78.3 (3.08)                                                   | 61.5 (2.42)                                                   | 645.3 (25.4)                                                  |
| Số ngày mưa trung bình (≥ 0.2mm)                              | 8.8                                                           | 8.3                                                           | 9.4                                                           | 11.3                                                          | 13.1                                                          | 13.7                                                          | 13.8                                                          | 13.3                                                          | 13.8                                                          | 13.5                                                          | 11.9                                                          | 11.2                                                          | 142.1                                                         |
| Nguồn: Cục Khí tượng                                          |                                                               |                                                               |                                                               |                                                               |                                                               |                                                               |                                                               |                                                               |                                                               |                                                               |                                                               |                                                               |                                                               |